# Der Graf von Monte Christo (1954)
Der Graf von Monte Christo (1954) ist ein zweiteiliger französischer Film von Robert Vernay. Er basiert auf dem gleichnamigen Roman von Alexandre Dumas. Der erste Teil trägt den Titel Der Verrat. Teil zwei ist mit Die Rache überschrieben. Die Hauptrolle spielte der französische Schauspieler Jean Marais.

## Handlung
Im Jahr 1815 ist Kapitän Dantès auf dem Weg zurück nach Marseille. Dort will er sich mit seiner Freundin Mercédès verloben. Bevor es dazu kommt, wird Dantès durch ein Komplott ohne Prozess in den Kerker geworfen. Dort bleibt er lange 18 Jahre, die er nur mit Hilfe seines Mitgefangenen Abbé Faria überlebt. Bevor Faria stirbt, enthüllt er Dantès gegenüber sein Geheimnis von einem Schatz auf der Insel Monte Christo. Nach Farias Tod gelingt Dantès die Flucht in dessen Leichensack. Er findet den Schatz, der ihn unermesslich reich macht, und schwört, ihn zu nutzen, um drei Menschen zu vernichten. Dabei geht es um die, die ihn um seine Braut, sein Schiff und seine Freiheit brachten. Vorher rettet er noch seinen Freund, den Reeder Morel, vor der Zwangsversteigerung und schenkt diesem anonym das Schiff „Pharao“. Dann beginnt er mit der Suche nach seinem ersten Peiniger Caderousse. Er bringt ihn mit einem geschickten Plan ins Gefängnis und nennt sich von da an Graf von Monte Christo. Er reist nach Paris, um auch die anderen Männer zu vernichten. Sein erstes Ziel ist Gérard de Villefort, der inzwischen zum königlichen Staatsanwalt aufgestiegen ist. Dantès treibt ihn in den Wahnsinn und zerstört auch das Leben seines dritten Peinigers Fernand Mondego, der sich Graf de Morcerf nennt.

## Produktion
Regisseur Robert Vernay hatte den Roman von Dumas bereits 1942/43 unter dem Titel Le Comte de Monte-Christo in Schwarzweiß als Zweiteiler verfilmt, und zwar nach einem Drehbuch von Charles Spaak, mit Victor Armenise an der Kamera und mit Pierre Richard-Willm als Dantès.
Sein Remake als Farbfilm, für das er selbst unter Mitarbeit von Georges Neveux das Drehbuch verfasste, wurde ab September 1953 bis Januar 1954 in den Studios von Billancourt gedreht. Außenaufnahmen fanden in Antibes an der Côte d’Azur statt. Gedreht wurde der Film im Gevacolor-Verfahren.

## Veröffentlichung
In Frankreich kam der Film am 14. Januar (Teil 1) und am 7. Juni 1954 (Teil 2) in die Kinos. Premiere des Zweiteilers in Westdeutschland war am 8. und 12. Oktober 1954.
2023 veröffentlichte das Label Film & Fernsehen-Juwelen eine Kassette mit der restaurierten Fassung des Films in französischer und deutscher Sprache. Das umfangreiche Bonusmaterial enthält neben den Trailern ein Filmporträt des Regisseurs unter dem Titel Ein Handwerker des Kinos (ca. 60 Min.) sowie die Kurzdokumentation Jean Marais, Held wider Willen (ca. 24 Min.).

## Rezeption
Der Film war mit knapp 8 Millionen Zuschauern in Frankreich ein Kassenerfolg und erreichte 1955 Platz 3 auf der „Box Office France“-Liste. Jean Marais erhielt 1955 für seine Rolle einen Bambi.
Der Rezensent des Bayerischen Rundfunks schreibt 2024 zu dem Film: „Der Graf von Monte Christo von Alexandre Dumas der Ältere, ein Klassiker der Weltliteratur, wurde mehr als ein Dutzend Mal verfilmt. Am eindringlichsten und am schönsten hat ihn aber Jean Marais verkörpert, […]“.

## Synchronisation
Die deutsche Fassung entstand bei der Berliner Synchron AG Wenzel Lüdecke. Das Dialogbuch schrieb Fritz A. Koeniger, Dialogregie führte Peter Elsholtz.
| Darsteller        | Rolle                                | Synchronsprecher    |
| ----------------- | ------------------------------------ | ------------------- |
| Jean Marais       | Dantès / Graf von Monte Christo      | Heinz Engelmann     |
| Gualtiero Tumiati | Abbé Faria                           | Walter Werner       |
| Jean-Pierre Mocky | Albert de Morcerf                    | Eckart Dux          |
| Daniel Cauchy     | Bruno                                | Gerd Martienzen     |
| Paolo Stoppa      | Emile Bertuccio                      | Alfred Balthoff     |
| Roger Pigaut      | Fernand Mondego / Fernand de Morcerf | Friedrich Joloff    |
| Claude Génia      | Frau von Caderousse                  | Elisabeth Ried      |
| Daniel Ivernel    | Gaspard Caderousse                   | Wolf Martini        |
| Philippe Richard  | Gefängnisinspekteur                  | Robert Klupp        |
| Jacques Castelot  | Gérard de Villefort                  | Erich Fiedler       |
| Lia Amanda        | Mercédès Herrera                     | Eleonore Noelle     |
| Jean Témerson     | Ludwig XVIII.                        | Walther Suessenguth |